# Nordöarna, Shetlandsöarna

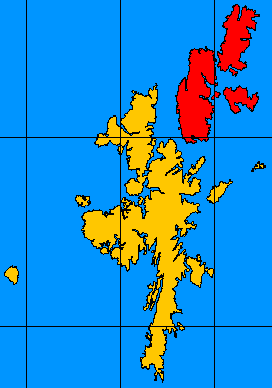
Shetland Islands med nordöarna i rött.

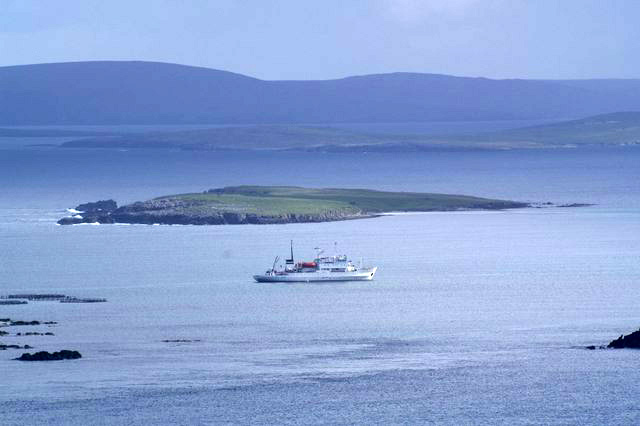
Huney från Unst, och några andra nordöar.

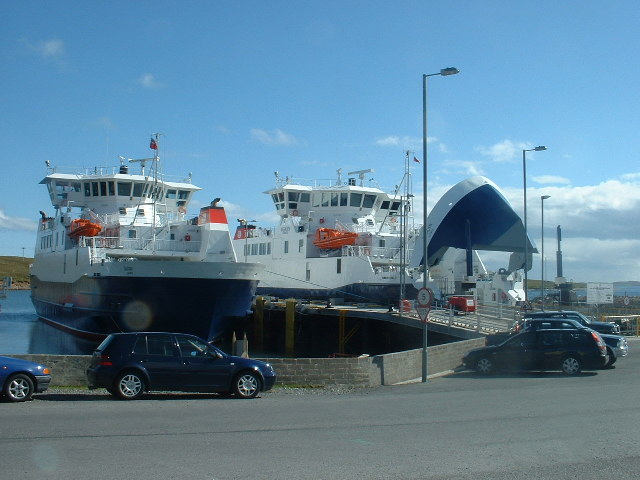
Daggri ("gryning") och Dagalien ("skymning") i Ulsta. Dessa färjor binder samman Toft på Mainland med Yell

Nordöarna, på engelska The North Isles, kallas de norra öarna på Shetlandsöarna. De större öarna i gruppen är Yell, Unst och Fetlar. Ibland räknas öarna i Yell Sound in bland Nordöarna.

## Ytterligheter
Öarna har också den nordligaste landytan i Storbritannien och Shetland vid Out Stack nära Muckle Flugga, och landets nordligaste bosättning i Skaw på ön Unst.
Fetlar är också en av de östligaste delarna av Skottland (efter Out Skerries), och Fetlar och Unst ligger mindre än 350 km från Norge.
Om man far rakt norrut från Out Stack är det landfritt hela vägen till Nordpolen.
Andra brittiska rekord på Nordöarna är:
- Storbritanniens nordligaste slott, Muness Castle
- Storbritanniens nordligaste postkontor, tidigare i Haroldswick, nu Baltasound
- Storbritanniens nordligaste fyrhus, Muckle Flugga
- Storbritanniens nordligaste väg.
- Storbritanniens nordligaste bryggeri, Valhalla Brewery
- Storbritanniens nordligaste kust, Hermanness
- Storbritanniens nordligaste kyrka, Haroldswick Methodist Church  [1]
- Storbritanniens nordligaste färjetur, Gutcher (Yell) till Belmont (Unst)
- Storbritanniens nordligaste "skog", nära Baltasound[2]

## Färjor
Färjeförbindelserna mellan öarna är de nordligaste reguljära turerna i de brittiska öarna (exkluderat de färjor som går till Färöarna och Island). Det går färjor mellan Yell och Unst, Yell och Fetlar samt mellan Yell och Mainland.